# Mistrzostwa Azji w Chodzie Sportowym 2014
Mistrzostwa Azji w Chodzie Sportowym 2014 – zawody lekkoatletyczne, które odbyły się 16 marca w japońskim mieście Nomi. Zawody zaliczane były do cyklu IAAF Race Walking Challenge. Rozegrano chód na 20 kilometrów kobiet i mężczyzn.

## Rezultaty
| Konkurencja:           | Złoto        | Wynik      | Srebro        | Wynik   | Brąz          | Wynik      |
| Chód na 20 km mężczyzn | Kim Hyun-sub | 1:19:24 NR | Yūsuke Suzuki | 1:21:01 | Gurmeet Singh | 1:21:30    |
| Chód na 20 km kobiet   | Zhou Tongmei | 1:31:58    | Rei Inoue     | 1:32:56 | Khushbir Kaur | 1:33:37 NR |

## Rekordy
Podczas zawodów ustanowiono 4 krajowe rekordy w kategorii seniorów:
| Zawodnik              | Reprezentacja    | Konkurencja           | Rezultat |
| --------------------- | ---------------- | --------------------- | -------- |
| Kim Hyun-sub          | Korea Południowa | Chód na 20 kilometrów | 1:19:24  |
| Tse Chun Hung         | Hongkong         | Chód na 20 kilometrów | 1:32:38  |
| Khushbir Kaur         | Indie            | Chód na 20 kilometrów | 1:33:57  |
| Jessica Ching Siu Nga | Hongkong         | Chód na 20 kilometrów | 1:39:02  |